# Mick Grondahl
Pour les articles homonymes, voir Grondahl.
Mick Grondahl, ou Mick Grøndahl, (7 mai 1968) était le bassiste de Jeff Buckley.

## Parcours
Après avoir joué à New York durant plusieurs années dans de nombreux groupes, Mick a vu jouer Jeff dans un club de musique à l'université Columbia. Jeff et Mick avaient une vision identique de la musique. Il a présenté Matt Johnson et Parker Kindred à Jeff.
Il fut très marqué par le décès de Jeff et disparut quelque peu de la circulation après ce tragique événement. Il a fait quelques cures de désintoxication et est retourné vivre ensuite au Danemark, son pays natal. Mick a participé à un concert à la mémoire de Jeff à Copenhague le 5 juin 1998.